# Horoizumi, Hokkaidō
Horoizumi (幌泉郡 Horoizumi-gun) là một huyện thuộc phó tỉnh Hidaka, Hokkaidō, Nhật Bản. Tính đến ngày 30 tháng 9 năm 2023, dân số của  huyện là 4.212 người và mật độ dân số là 15 người/km2. Tổng diện tích của huyện là 284 km2.

## Hành chính
| Tên    | Tên      | Diện tích (km2) | Dân số | Loại đô thị | Bản đồ |
| Rōmaji | Kanji    | Diện tích (km2) | Dân số | Loại đô thị | Bản đồ |
| ------ | -------- | --------------- | ------ | ----------- | ------ |
| Erimo  | えりも町 | 283,93          | 4.954  | Thị trấn    |        |